# 奧克蘭秋沙鴨
奧克蘭秋沙鴨，又名奧克蘭島秋沙鴨，是已滅絕的秋沙鴨。
奧克蘭秋沙鴨大小如紅胸秋沙鴨。成年雄鴨的頭部、胸部及頸部呈深紅褐色，背部及尾巴呈藍黑色，雙翼呈灰色。雌鴨較為細小及胸部較短。
奧克蘭秋沙鴨最先是由朱力·迪蒙·迪爾維爾（Jules Dumont d'Urville）的旅行隊伍於1840年在奧克蘭島上發現。牠們的減少是因獵殺及入侵的哺乳動物所掠食引致。牠們不懂飛行，喜歡躲在石間生活。最後觀察到牠們是於1902年。1909年的研究未能發現牠們，1972年至1973年的研究確實牠們已經滅絕。
後來發現的化石發現奧克蘭秋沙鴨最先是棲息在紐西蘭斯圖爾特島及南島。在查塔姆群島發現了其亞種或其近親的化石。在甘貝爾島發現的所謂奧克蘭秋沙鴨可能是坎貝爾鴨。